# Дёмин, Юрий Сергеевич
Юрий Сергеевич Дёмин (23 мая 1940, дер. Булгаково, Уфимский район, Башкирская АССР, РСФСР — 13 ноября 2009, Уфа, Республика Башкортостан, Российская Федерация) — советский, российский партийный и государственный деятель, председатель Верховного Совета Республики Башкортостан (1994—1995).

## Биография
В 1957 — 60-е годы служил в Советской армии.
В 1965 окончил Челябинский политехнический институт и начал трудовую деятельность в Уфимском грузовом автохозяйстве № 2 Башавтоуправления. Работал главным инженером Уфимского грузового автохозяйства № 2 Башавтоуправления.
В 1968—1969 гг. — начальник отдела организации работ транспорта в строительстве треста «Оргтехстрой».
В 1969—1970 гг. — главный инженер автобазы № 1 треста «Башкирстройтранс».
В 1970—1975 гг. — инструктор промышленно-транспортного отдела Уфимского горкома КПСС,
в 1975—1987 гг. — второй секретарь Кировского райкома КПСС г. Уфы.
В 1987—1990 гг. — заместитель председателя, председатель исполкома Кировского районного Совета.
В 1990—1994 гг. — первый заместитель Председателя Верховного Совета Республики Башкортостан.
В 1994—1995 гг. — Председатель Верховного Совета Республики Башкортостан.
С 1995 года до ухода на пенсию Юрий Демин работал заместителем министра — начальником Управления по занятости населения Министерства труда, занятости и социальной защиты населения Республики Башкортостан, заместителем генерального директора ОАО «Газ-сервис».
Избирался народным депутатом Республики Башкортостан двенадцатого созыва.

## Награды и звания
Награждён орденом «Знак Почёта», Почётными грамотами Республики Башкортостан, многими медалями. Ему было присвоено почетное звание «Заслуженный работник транспорта Республики Башкортостан».